# Albino (filósofo)
Albino (lang-el:Ἀλβῖνος; fl. c. 150 AD) fue un filósofo platonista, que vivió en Esmirna, y fue discípulo de Cayo, y maestro de Galeno.

## Obra
Albino escribió la obra titulada “Introducción a los diálogos de Platón”, que ha llegado hasta nuestros días.￼ Del título de uno de los manuscritos se sabe que Albino fue discípulo de Cayo el Platónico. El título original de su obra probablemente era Prólogos, y es probable que originalmente fuera la primera sección de notas tomadas de las clases de Gaio. Luego de explicar la naturaleza del Diálogo, al cual compara con un Drama, el escritor agrupa los Diálogos de Platón en cuatro clases, lógicos, críticos, físicos, éticos, y menciona otra agrupación de ellos en Tetralogías, de acuerdo a sus temas. Recomienda que el Alcibíades, Fedón, la República, y el Timeo, deben ser leídos en sucesión.